# 德夫林格号大巡洋舰
德夫林格号是德意志帝国海军于第一次世界大战爆发前建造的三艘德夫林格级大巡洋舰的首舰，以三十年战争期间的勃兰登堡陆军元帅格奥尔格·冯·德夫林格命名。其另外两艘姊妹舰为吕措号和兴登堡号。在武器装备、装甲保护和巡航范围方面，德夫林格级较以往的德国战列巡洋舰设计有着更大、更显著的改进。
德夫林格号在第一次世界大战的大部分时间内都隶属于第一侦察集群，并参与了战争期间的多次舰队行动。它曾从事对英国沿岸城镇的炮击，以及多格滩海战和日德兰海战，在那里，它的顽强抵抗使得英国人为它起了“铁狗（Iron Dog）”的绰号。该舰对两艘英国战列巡洋舰在日德兰沉没负有部分责任；德夫林格号和塞德利茨号摧毁了玛丽王后号，而吕措号则协助其两艘姊妹舰击沉了无敌号。1918年11月停战后，德夫林格号随公海舰队大部被扣押至斯卡帕湾。为了防止被英国皇家海军强占，受押舰只于1919年6月奉海军少将路德维希·冯·罗伊特之命全数自行凿沉；德夫林格号于14:45沉没。

## 设计

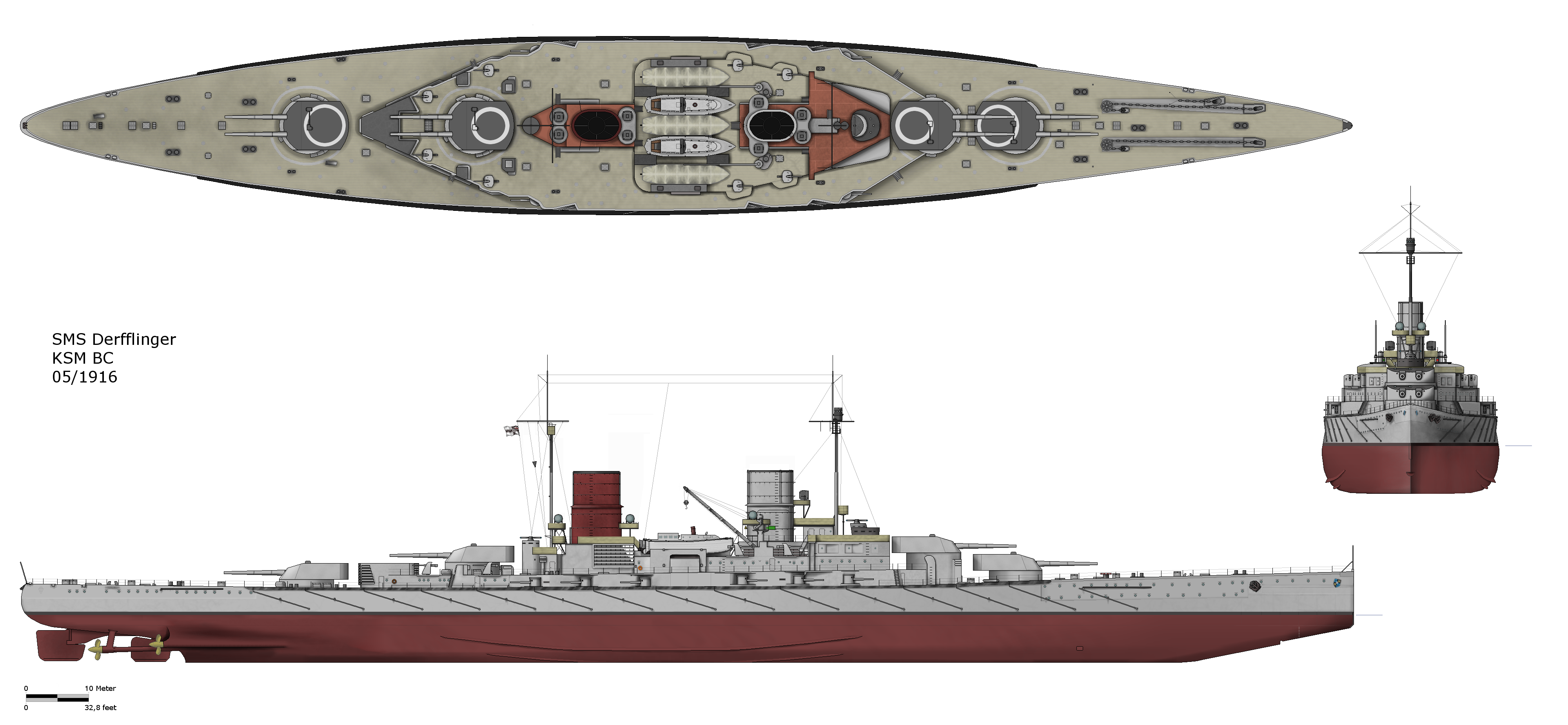
德夫林格号于1916年中期的配置

不同于前级塞德利茨号仍为德意志帝国海军旧式战列巡洋舰的延续，德夫林格号是一项全新的设计。它与前代舰艇的主要区别在于主炮的口径从280（11英寸）增至305（12.0英寸）。尽管这仍然低于英国同时代战列巡洋舰的水平，但德国炮弹的质量更好，并且穿透力完全不亚于英国同行，因为德国炮口的初速更快。另一项创新的设计是主炮的舰中线布局。由此，炮塔在舰艏和舰艉处层叠排列，使得内炮塔得以直接在外炮塔上方开火。而先前的舰艇只是在舰舯处具有非对称的布局，采用可横向偏移的“翼炮塔”。
德夫林格号采用西门子－马丁低碳钢建造，其防漏双层船底长度占船体总长度的65%。这艘主力舰的建造过程中首次应用了被称为“纵肋系统”的建造方法。1858年，英国工程师伊桑巴德·金德姆·布鲁内尔曾用此法建造大東方號邮轮，但从未在军舰建造中应用。与以往造舰采用的纵横结构法相比，纵肋能够减轻舰只的重量。德夫林格号也是第一艘采用平甲板的战列巡洋舰。这种结构使得舰体与前级相比有了显著的延伸，从而达致长形艏艛，可有效保护武器免受海水侵袭。同时，舰艏也被重新设计为垂直于水线的高干舷，并具有明显的舷弧。因此，德夫林格级舰只的截面优雅，被视为当时德意志帝国海军的最美主力舰。
德夫林格号的排水量为26,600公噸（26,200長噸），全长为210.4（690英尺3英寸），标准船员编制为44名军官和1068名水兵。舰只配备了两组高压和低压涡轮机，并通过14台燃煤锅炉驱动四副螺旋桨。它的最高速度可达26.5節（49.1每小時），并且能够以14節（26每小時）的巡航速度行驶最多5,600海里（10,400）。其舰艉于1915年8月初还加装有一个轻型吊杆，以便搭载汉萨-勃兰登堡W型水上飞机进行试验。德夫林格号是一艘具有良好机动性的远洋船具，其应舵较慢，但后期转向动作良好，机动能力适中。舰舵横位时，舰体倾角为11°，航速损失为65%。舰体横摇周期为11秒，稳心高度为2.6（100英寸）。
通过安装八门分设在四座双联装炮塔内的305毫米50倍径速射炮作为主炮，使德夫林格号成为当时德国最大、最具威力的战列巡洋舰。它的副炮则由十二门安装在单座炮廓内的150毫米45倍径速射炮，以及八门同样为廓装的88毫米45倍径速射炮所共同组成。但其中四门于1916年移除，改为在舰舯新装另外四门88毫米高射炮。此外，舰只还装备有四具500（20英寸）浸没式水下鱼雷发射管，分别布设在舰艏、舰艉和两边舷侧。

## 服役历史
德夫林格号是作为新增编入舰队的大巡洋舰，订购时以字母“K”为代号，并于1912年3月30日在汉堡布洛姆－福斯船厂开始架设龙骨。舰只得名于三十年战争期间的著名将领格奥尔格·冯·德夫林格——战争中，他曾在多个国家的军队服役，后来成为勃兰登堡选帝侯腓特烈·威廉麾下的陆军元帅及波美拉尼亚总督。德夫林格号本应在1913年6月14日下水，但在下水仪式上，当时任第十七军团司令、陆军上将奥古斯特·冯·马肯森的妻子为舰只命名洗礼时，用于支承舰体的木撬被卡住；舰只仅移动了30至40（12至16英寸）。因此中心撬需要拆解更换，第二次尝试则于1913年7月12日获得成功。在舾装工作完成后，德夫林格号于1914年9月1日正式加入帝国海军服役。船厂工人遂将舰只绕过斯卡恩送往基尔，以补充人员并进行海上试航。由于涡轮机在海试期间受损，它直至11月18日才被编入第一侦察集群，成为该部队的三号舰。

### 炮击斯卡布罗、哈特尔浦及惠特比

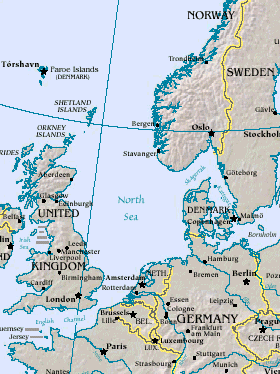
北海是德国舰队的主要活动海域

德夫林格号的首次作战行动是在1914年12月对英国沿岸城镇斯卡布罗、哈特尔浦及惠特比发动袭击。早在一个月前，第一侦察集群的战列巡洋舰已经对雅茅斯实施了炮击。时任公海舰队总司令的海军上将弗里德里希·冯·英格诺尔因此决定对英国海岸进行另一次突袭，目的是吸引一部分大舰队成员投入战斗，从而将其孤立及摧毁。12月15日03:20，第一侦察集群司令、海军少将弗朗茨·冯·希佩尔在塞德利茨号升起将旗，从亚德湾出发。跟随其后的依次是德夫林格号、毛奇号、冯·德·坦恩号和布吕歇尔号，它们得到了第二侦察集群小巡洋舰科尔贝格号、斯特拉斯堡号、施特拉尔松德号、格劳登茨号以及两支鱼雷艇区舰队的护航。这些舰只向北驶过黑尔戈兰岛，直抵喇叭礁灯塔，然后向西转往斯卡布罗方向。在希佩尔的部队离港约十二小时后，由14艘无畏舰和8艘前无畏舰组成的公海舰队主体，以及由2艘装甲巡洋舰、7艘小巡洋舰和54艘鱼雷艇组成的屏护部队也相继出发，负责为袭击部队提供远程支援。
大约四个月前，即1914年8月26日，德国小巡洋舰马格德堡号在芬兰湾搁浅；其残骸被俄国海军俘获，后者找到了德国海军使用的代码簿和北海航海图。俄国人将这些材料转交至英国皇家海军，由其密码分析部门40号室对德国的信号进行解密。12月14日，它们截获了计划炮击斯卡布罗的相关信息。然而，该计划的具体细节尚不清楚，但英国人认为公海舰队将会像以往袭击时一样留在港口以策安全。在第3巡洋分舰队和第1轻巡洋分舰队的支援下，英国海军中将戴维·贝蒂将率领第1战列巡洋分舰队的四艘战列巡洋舰连同第2战列分舰队的六艘无畏舰对希佩尔的部队实施伏击。
在12月15－16日夜间，公海舰队的主体遇到了英国驱逐舰。由于担心夜间可能遭到鱼雷攻击，英格诺尔遂命令舰只撤退。希佩尔没有意识到英格诺尔的转变，因此他继续落实炮击计划。抵达英国海岸后，第一侦察集群被分为两组。德夫林格号和冯·德·坦恩号向南炮击斯卡布罗和惠特比，而塞德利茨号、毛奇号和布吕歇尔号则往北炮轰哈特尔浦。德夫林格号于16日上午08:56抵达罗宾汉湾，并自09:02开始依次朝斯卡布罗的岸基炮台、兵营、海岸哨站和大饭店开火。整个炮击过程中共发射了176枚150（5.9英寸）炮和145枚88（3.5英寸）毫米炮。随后，德夫林格号和冯·德·坦恩号沿海岸线高速驶向惠特比，在10:08至10:13之间，惠特比的信号台和警卫楼便被德方炮火摧毁，仅消耗53发150毫米炮和12发88毫米炮。至10:14，两组成员重新集结，开始朝东南偏东方向撤离。

公海舰队以于12月16日上午的部署

与此同时，贝蒂的战列巡洋舰已经就位，挡住了希佩尔选定的撤离路线，而其它部队也正形成包围。在12:25，德国第二侦察集群的小巡洋舰开始穿越英国部队寻找希佩尔。隶属英国第2轻巡洋分舰队的南安普敦号发现了施特拉尔松德号并向贝蒂报告。在12:30，贝蒂将他的战列巡洋舰转向德国舰只。他认为德国巡洋舰只是希佩尔的先导屏护舰，而战列巡洋舰仍在前方约27海里（31英里；50）处。一直为贝蒂担任屏护的第2轻巡洋分舰队遂被派往追击德国巡洋舰，但由于误读了英国战列巡洋舰发出的信号，使得它们又返回了屏护阵位。这种混乱使德国小巡洋舰得以逃脱，并向希佩尔通报了英国战列巡洋舰的位置。第一侦察集群随即转向英国部队的东北方向推进，并顺利逃离。
英德双方都对他们未能有效地与对手交战而感到失望。英格诺尔的声誉因其怯战而受到很大的影响。毛奇号的舰长、海军上校马格努斯·冯·莱韦措怒不可遏，他认为英格诺尔调头撤退是“因为其畏惧十一艘本可被消灭的驱逐舰……在当前的领导下，我们将一事无成”。官方的德国历史记载中也批评英格诺尔没有利用其轻型部队去试探英国舰队的兵力，并指出：“他决定采取的这项措施不仅严重危及身处英国海岸附近的先遣部队，而且还剥夺了德国舰队的一次毫无悬念的重大胜利”。

### 多格滩海战
1915年1月初，有情报称英国舰只正在多格滩地区进行侦察。英格诺尔原本并不愿意出兵应对，因为冯·德·坦恩号当时正在旱坞内进行定期维修，第一侦察集群的兵力被暂时削弱了。然而，时任公海舰队参谋长的海军少校理夏德·埃克曼却坚持要采取行动，促使英格诺尔妥协，并命令希佩尔将他的战列巡洋舰带至多格滩。希佩尔于1月23日出击，这支部队由塞德利茨号领头，随后依次是毛奇号、德夫林格号和布吕歇尔号；它们得到了小巡洋舰格劳登茨号、罗斯托克号、施特拉尔松德号和科尔贝格号，以及来自第五区舰队和第十八半区舰队共19艘鱼雷艇的护航。格劳登茨号和施特拉尔松德号被分配至前侧屏护阵位，科尔贝格号和罗斯托克号则分居战列巡洋舰的左侧和右侧。而每艘小巡洋舰都配备一支鱼雷艇半区舰队。
英国人对德国无线电信号的截获和解密再次发挥了重要作用。尽管他们不知道确切的计划，但40号室的密码译解员能够推断出希佩尔将在多格滩地区开展一项行动。作为应对，贝蒂率领的第1战列巡洋分舰队、海军少将戈登·摩尔麾下的第2战列巡洋分舰队以及海军准将威廉·古迪纳夫治下的第2轻巡洋分舰队，将于1月24日08:00在多格滩以北约30海里（35英里；56）初与海军准将雷金纳德·蒂里特率领的哈里奇部队会合。
在08:14，科尔贝格号发现了英国轻巡洋舰奥罗拉号和哈里奇部队的几艘驱逐舰。奥罗拉号用探照灯向科尔贝格号搦战，于是科尔贝格号攻击了奥罗拉号，并取得两次命中。奥罗拉号回击，同样取得两次命中作为报复。希佩尔立即将他的战列巡洋舰转向炮火声中，几乎同一时间，施特拉尔松德号在其阵位西北方向观察到了大量的浓烟。这被确定为一群向希佩尔驶来的大型军舰。
希佩尔转向南方逃跑，但速度被限制在23節（43每小時），因为这是布吕歇尔号在当时所能达到的最高速度。追赶的英国战列巡洋舰则以27節（50每小時）的速度航行，很快便赶上了德舰。在09:52，贝蒂的旗舰狮号从大约20,000碼（18,000）的距离向布吕歇尔号开火；不久之后，长公主号和虎号也开始射击。至10:09，英军炮火首次命中布吕歇尔号。两分钟后，德舰开始还击，主要集中在狮号身上，射程为18,000碼（16,000）。狮号于10:28在水线上方被击中，炮弹于舷侧撕开了一个孔洞并导致煤舱被淹。10:30，新西兰号作为贝蒂阵线的第四艘舰，也进入布吕歇尔号的射程并开火。至10:35，双方距离已拉近至17,500碼（16,000），此时整条德国阵线都处于英国舰只的有效射程之内。贝蒂遂命其战列巡洋舰与德国对手分别交战。然而，虎号舰上的混乱导致其舰长认为需要与塞德利茨号对战，这使得毛奇号得以心无旁骛的开火。在战斗的这段时间里，德夫林格号遭到一次命中，但炮弹只造成了很小的伤害。船体上的两块装甲板被迫向内弯曲，一些起保护作用的煤舱被淹。

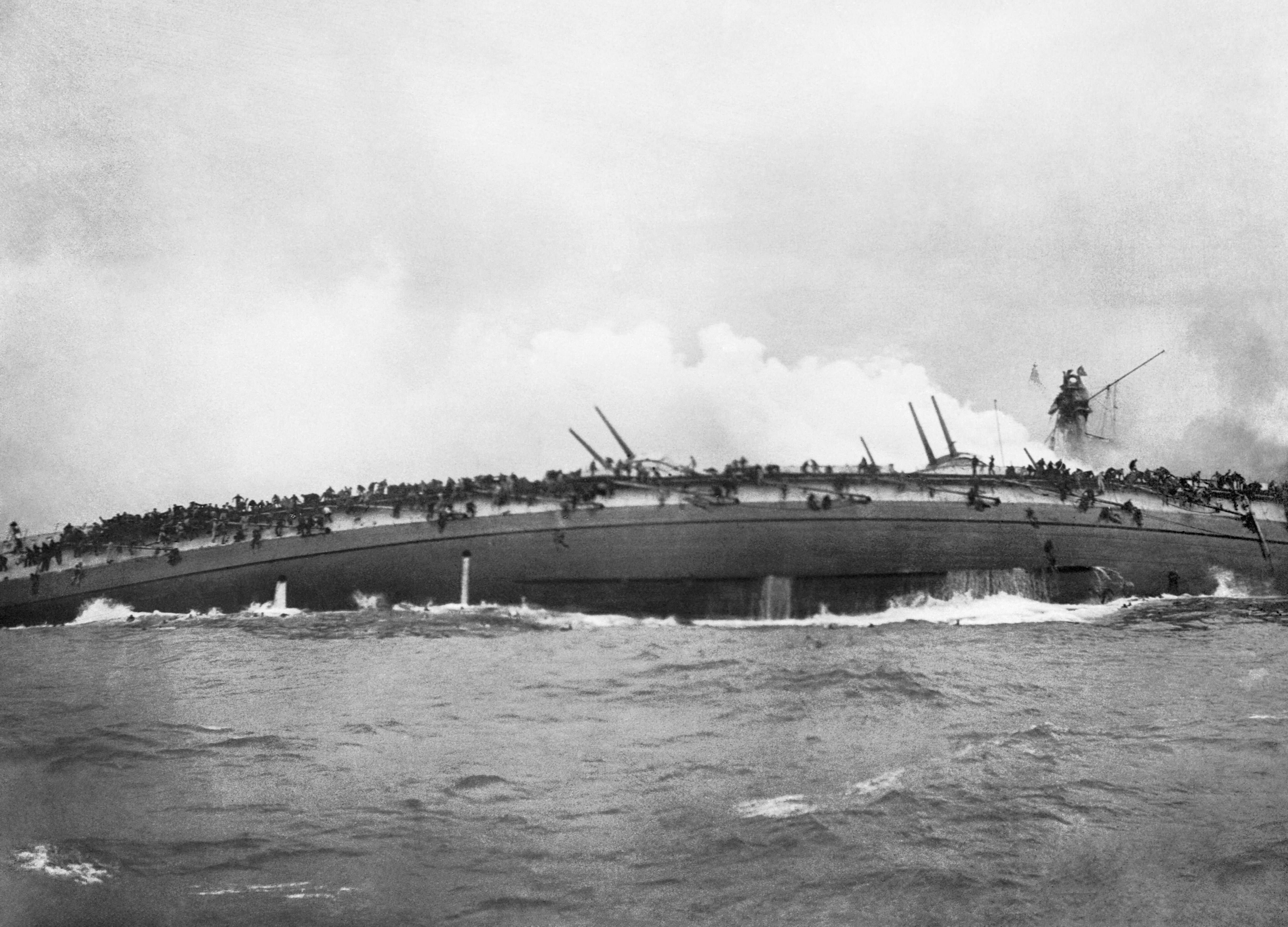
布吕歇尔号倾覆

在10:40，来自狮号的一枚13.5英寸（340）炮击中塞德利茨号，造成了几乎是灾难性的破坏——其摧毁了两座后炮塔，并导致159人丧生。副舰长立即下令向弹药舱注水，以避免引发足以毁灭整艘舰的大爆炸。这时，德国的战列巡洋舰已经校正瞄准至狮号并接连取得命中。11:01，由塞德利茨号射出的一枚280（11英寸）炮击中狮号，并致使其两台直流发电机失效。11:18，狮号再被德夫林格号的两枚305毫米炮命中，其中一枚在水线爆炸并穿透了装甲带，使得海水灌入锅炉供水槽。由于受到海水污染，这枚炮弹最终迫使狮号关闭发动机，从而脱离战线。
与此同时，布吕歇尔号在重炮的猛击下已严重受损。然而，当报道称有几艘U艇出没于英舰前方时，这场追击战被迫中断；贝蒂迅速下令进行规避，使德国舰只能够拉大与追击者的距离。此时，狮号的最后一台可用的发电机失效，航速降至15節（28每小時）。在遭受重创的狮号舰上，贝蒂下令其余战列巡洋舰“与敌人的后方交战”，但信号的混乱导致这些舰只仅是单独锁定了布吕歇尔号，从而允许毛奇号、塞德利茨号和德夫林格号逃脱。布吕歇尔在战斗过程中被来自英国战列巡洋舰的逾70枚炮弹击中，这艘严重受损的舰只于大约13:10左右倾覆沉没。而当贝蒂登上长公主号，并重新取得对其麾下舰只的控制时，其余德国舰只已有太大的领先优势，英国人无法赶上它们；至13:50，他下令停止追击。

### 炮击雅茅斯及洛斯托夫特
1916年，海军上将赖因哈德·舍尔接任公海舰队总司令。由于他倾向于采取主动将敌人拖入战斗的策略，舰队活动明显增多。德夫林格号因此参加了1916年4月24－25日对雅茅斯及洛斯托夫特的炮击行动。由于希佩尔因病告假，所以第一侦察集群暂时由海军少将弗里德里希·伯迪克指挥。五艘德国战列巡洋舰——德夫林格号和它新入役的姊妹舰吕措号、以及毛奇号、塞德利茨号和冯·德·坦恩号于4月24日10:55离开亚德河口，并得到由六艘小巡洋舰和两支鱼雷艇区舰队组成的屏护部队陪同。公海舰队的重型部队则于13:40起航，目的是为伯迪克的舰群提供远程支援。英国海军部则通过拦截德国的无线电信号得知德国人已行动，并于15:50完成对大舰队的部署。
至14:00，伯迪克的舰群已抵达诺德奈附近的位置，此时他将舰只调转向北，以避开泰尔斯海灵岛上的荷兰观测员。15:38，塞德利茨号不慎触雷，并在右舷鱼雷管后方的船体上炸开一个15（49英尺）长的孔洞，导致约1,400公噸（1,400長噸）海水涌入该舰。塞德利茨号遂连同其屏护巡洋舰掉头返航，速度控制在15節（28每小時）。其余四艘战列巡洋舰则立即朝南转往诺德奈方向，以规避进一步的水雷威胁。至16:00，塞德利茨号已确认并无迫切危险，于是停下来让伯迪克离舰。V28号鱼雷艇随即将伯迪克带至吕措号。
4月25日04:50，当德国战列巡洋舰群正接近洛斯托夫特时，负责在南翼提供屏护的小巡洋舰罗斯托克号和埃尔宾号，发现了蒂尔维特麾下英国哈里奇部队的轻巡洋舰和驱逐舰。伯迪克拒绝为英国舰只分心，而是将其舰群的火炮瞄准洛斯托夫特。在大约13,000（14,000碼）的射程内，德国战列巡洋舰摧毁了两门6英寸（150）口径的海岸炮，并对市镇造成了其它一些破坏，包括炸毁了约200所房屋。
在05:20，德国袭击者向北转往雅茅斯，并于05:42抵达。由于能见度极差，以至于德国战列巡洋舰各自都仅进行了一轮齐射，但德夫林格号除外，它能够以主炮发射了十四枚炮弹。德国舰群随即向南折返，并于05:47第二次遭遇哈里奇部队，当时它们已与屏护部队的六艘小巡洋舰交战。伯迪克的舰只在12,000（13,000碼）的范围内开火。蒂尔维特立即调转他的船头，并在轻巡洋舰征服号遭到严重破坏之前便已向南逃窜。由于收到有关英国潜艇出没和鱼雷攻击的报告，伯迪克停止了追击，转向东行与公海舰队会合。与此同时，舍尔也收到了大舰队从斯卡帕湾出动的警告，遂掉头返回德国。

### 日德兰海战
在突袭洛夫托斯特过后不久，舍尔便开始计划再次进击北海。他原本打算于5月中旬展开行动，但因触雷受损的塞德利茨号的修复进度缓慢，而舍尔不愿在其战列巡洋舰部队缺编的情况下进行大规模袭击。5月28日中午，对塞德利茨号的维修终于完成，该舰得以返回第一侦察集群。

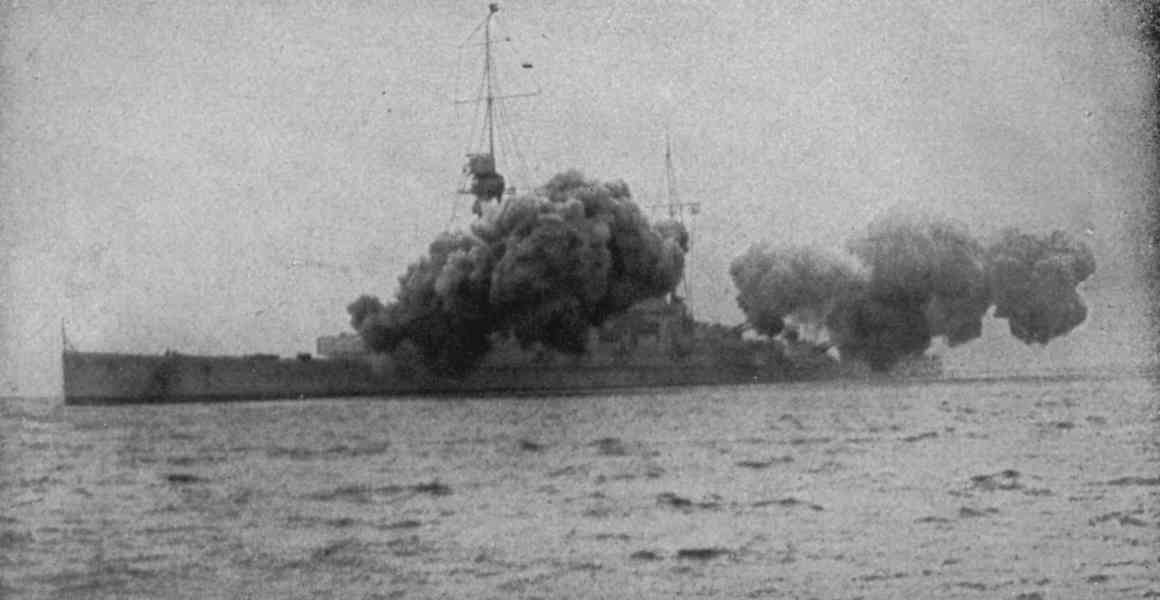
德夫林格号从舷侧开火

1916年5月30日夜晚，德夫林格号随希佩尔麾下的其余战列巡洋舰驻泊于亚德湾的外围锚区。翌日凌晨，在欧洲中部时间02:00，这些舰只以16節（30每小時）的速度驶向斯卡格拉克海峡。德夫林格号是五舰编队中的第二艘舰，领先于塞德利茨号，位居集群新旗舰吕措号的后方。由小巡洋舰法兰克福号（时任伯迪克的旗舰）、威斯巴登号、皮劳号和埃尔宾号组成的第二侦察集群，连同第二、第六和第九区舰队的30艘鱼雷艇，则负责为第一侦察集群的战列巡洋舰提供护航。
一个半小时后，舍尔率领的公海舰队主力也从亚德湾出航，该部队由16艘无畏舰组成。为它们提供护航的包括有由小巡洋舰斯德丁号、慕尼黑号、汉堡号、女性之赞号和斯图加特号组成的第四侦察集群，以及由小巡洋舰罗斯托克号领航的第一、第三、第五和第七区舰队的31艘鱼雷艇。第二战列分舰队的六艘前无畏舰则于02:45离开易北河锚区，并于05:00与主舰队会合。
在16:00前不久，希佩尔的部队遭遇了由贝蒂率领的英国第1战列巡洋分舰队。德国舰只率先开火，射程约为14,000（15,000碼）。当英国舰只开始还击时，英国战列巡洋舰之间的沟通混乱导致毛奇号遭到了新西兰号和虎号的同时攻击，而德夫林格号则在前十分钟内没有遇到任何交战对手。英国人的测距机还误读了德国目标的范围，导致英舰发出的首轮齐射落在距德国战列巡洋舰前方一英里远的海面上。德夫林格号的枪炮官、海军少校格奥尔格·冯·哈泽在事后评论称，“由于某些错误，我们被排除在外了。我狞笑着，现在开始能够以完全平和的方式对付敌人，就像射击练习一样，并且准确性在不断提高”。大约十五分钟后，在17:03，英国战列巡洋舰不倦号被冯·德·坦恩号的炮火所摧毁。此后不久，贝蒂部队的后半部分，即第5战列分舰队的伊丽莎白女王级战列舰，也进入了射程并开始向冯·德·坦恩号和毛奇号开火。

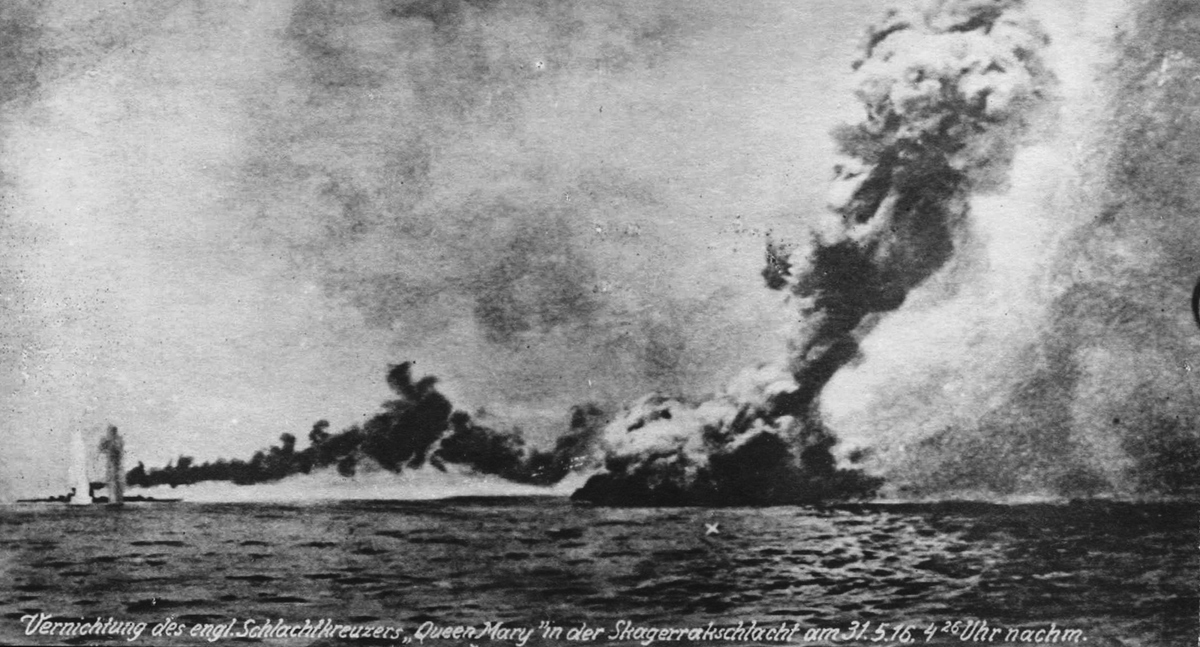
玛丽王后号在塞德利茨号和德夫林格号的集中打击下爆炸

在吕措号对狮号造成严重破坏后，这艘英舰消失在德夫林格号的视线中，后者遂于17:16将火力转移至玛丽王后号。塞德利茨号也与玛丽王后号交战，在两艘战列巡洋舰的联合火力下，玛丽王后号连续多次被命中。新西兰号和虎号的观察员分别在前、后两艘舰上报告称，四轮齐射中有三枚炮弹同时击中了玛丽王后号。伴随着接下来的两次中弹，舰舯发生了巨大的爆炸；一团由黑烟形成的云浪从燃烧的舰内喷出，舰只已裂成两半。
至18:00，公海舰队的领头舰只已接近英国战列巡洋舰和伊丽莎白女王级战列舰的有效射程，并开始与它们交火。在18:09至18:19之间，德夫林格号被来自巴勒姆号或英勇号的15英寸（380）炮击中。18:55，德夫林格号再被命中；这枚炮弹击中了舰艏，划破了一个孔洞，使得大约300公噸（300長噸）水涌入船舱。
19:00过后不久，德国小巡洋舰威斯巴登号已被英国战列巡洋舰无敌号的炮火击至失效；德国战列巡洋舰遂作16点转舵至东北方向，以高速冲向瘫痪的小巡洋舰。在19:15，它们发现了英国装甲巡洋舰防御号，后者正加入对威斯巴登号的攻击当中。希佩尔最初犹豫不决，他认为该舰是德国小巡洋舰罗斯托克号，但在19:16，吕措号舰长、海军上校维克托·哈德突然下令其舰只开火。其它的德国战列巡洋舰和战列舰也相继加入混战，防御号被德国舰只的多枚重炮击中。一轮齐射穿透了舰上的弹药舱，导致一场巨大爆炸摧毁了防御号。

无敌号在德夫林格号的齐射引燃了弹药舱后爆炸

至19:24，英国第3战列巡洋舰分舰队已经与贝蒂剩余的战列巡洋舰组成了一队，位于德军阵线前方。领航的英国舰只发现了吕措号和德夫林格号，开始向它们开火。在八分钟时间里，无敌号便对吕措号取得了8次命中。作为回击，吕措号和德夫林格号都将火力集中在同一敌手身上，并且在19:31，德夫林格号向无敌号发射了最后一轮齐射。此后不久，无敌号的前弹药舱被引爆，舰只伴随着一系列大规模的爆炸而消失。
至19:30，正在追击英国战列巡洋舰的公海舰队尚未直面大舰队。为免暴露在鱼雷艇攻击之下，舍尔一直在考虑隐匿其部队直至天黑。然而，在他作出决定前，其领头的战列舰便遇到了大舰队主体。这一事态的发展使得舍尔无法撤退，因为这样做会牺牲己方第二战列分舰队较慢的前无畏舰。而若使用无畏舰和战列巡洋舰来掩护它们撤退，则会令他的最强舰只受到英国炮火的猛烈攻击。于是，舍尔命其舰群向右转舵16点，这将使他的前无畏舰来到德国战列线中相对安全的下风舷侧。
德夫林格号及其它战列巡洋舰跟随移动，从而使它们落在了国王号的后方。希佩尔受创严重的舰只也因此得到暂时的缓解，同时由于不确定舍尔的具体位置和航向，大舰队总司令、海军上将约翰·杰利科遂命其舰群往东转向，他认为这可能是德军撤退的路线。德国舰队反而是向西航行，但舍尔下令进行第二次16点转舵，此举颠倒了航向，并使其舰只置于英国舰队的中央。德国舰队遭到英国战列线的猛烈炮击，舍尔立即派出毛奇号、冯·德·坦恩号、塞德利茨号和德夫林格号全速冲向英国舰队，试图破坏对方的阵型，并为其主力的撤退腾出时间。至20:17，四艘战列巡洋舰已经驶近至距巨像号约7,040（7,700碼）的范围内，舍尔遂指示这些舰只与英国战列线的领头舰交火。然而仅三分钟后，德国战列巡洋舰便在鱼雷艇攻击的掩护下掉头撤退。在这段时间里，德夫林格号共计中弹14次。其C炮塔和D炮塔失去作用，A炮塔的围阱被击中，司令塔和舰桥也被击中。装甲带、甲板、烟囱均不同程度受损。

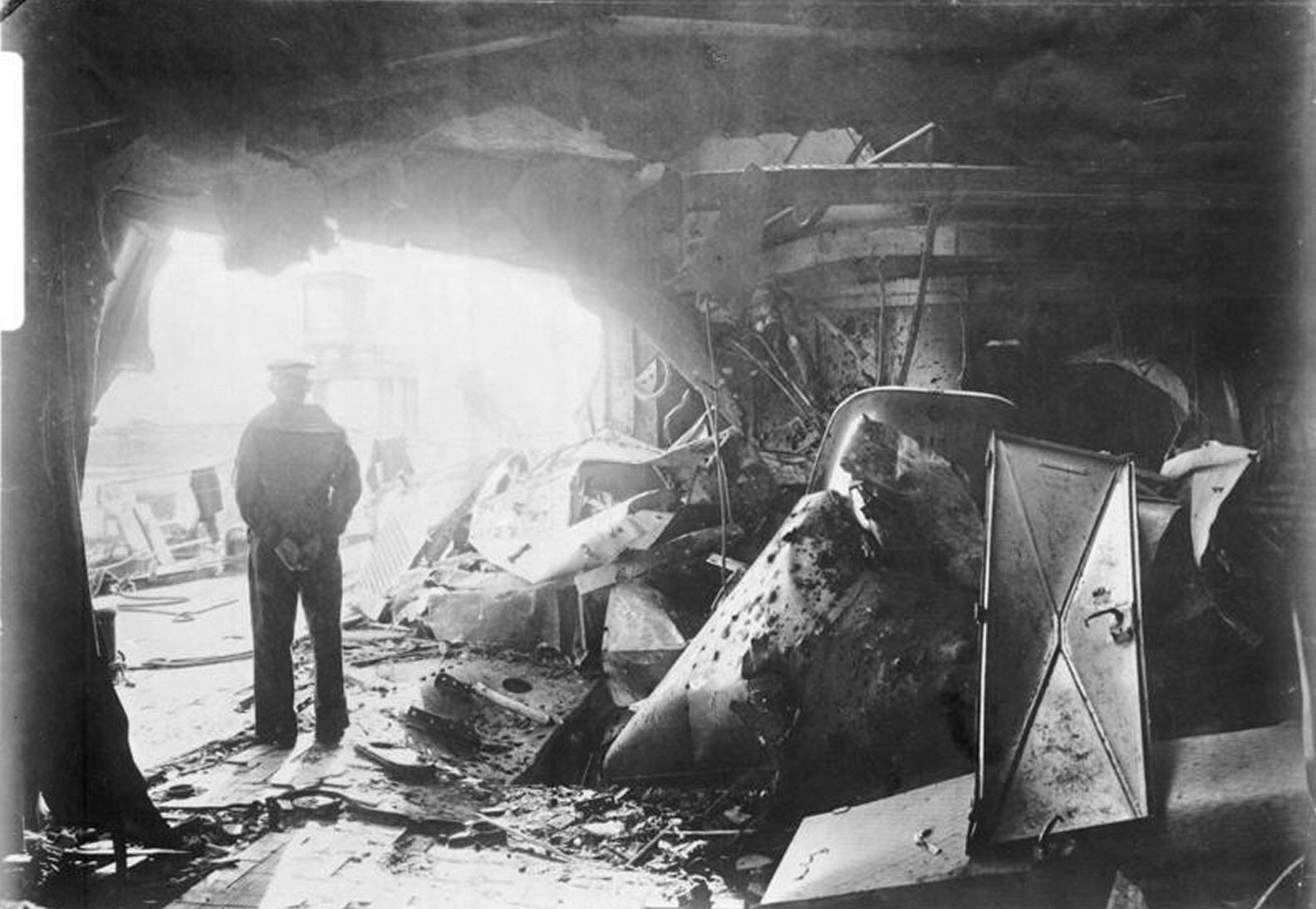
德夫林格号的损伤

黄昏的战斗停顿使德夫林格号和其它战列巡洋舰得以清理干扰主炮的弹碎、扑灭火情、修复火控和信号设备，并为夜间行动准备好探照灯。在此期间，公海舰队已按相反的顺序重组成一个整齐的队形，然后德国的轻型部队于21:00过后不久遇到英国的屏护部队。重鸣的炮火引起了贝蒂的注意，因此将其战列巡洋舰转向西行。在21:09，他看见了德国战列巡洋舰，并驶近至相距8,500碼（7,800）的范围内，于20:20开火。在其后的混战中，德夫林格号被击中数次；至21:34，一枚重炮命中它最后一座可工作的B炮塔，使其失效。其余德舰则以全部仍可用的火炮还击，并于21:32同时命中了黑暗中的长公主号和狮号。德国战列巡洋舰的机动还迫使领头的第一战列分舰队向西转舵以避免碰撞。这使得第二战列分舰队的前无畏舰正好处于战列巡洋舰的正后方，从而阻挡了英舰追击正朝南转向的德国战列巡洋舰。英国战列巡洋舰只能朝这些老式战列舰开火；德国舰群则转向西南，将所有火炮都对准英国舰只。这次交战仅持续了几分钟，第二战列分舰队司令、海军少将弗朗茨·毛弗便命其舰只向右转舵8点；而英国人却令人费解的没有追击。
在战斗接近结束时，希佩尔于03:55向舍尔发送了一份报告，通报其麾下舰只遭受的巨大破坏。至此，德夫林格号和冯·德·坦恩号各自仅余两门炮可用，毛奇号涌入了约1000吨海水，吕措号已经沉没，塞德利茨号则严重受损。希佩尔报告称“第一侦察集群对于重要的交锋不再具有任何价值”，因此总司令指示它们返回港口，而他本人则决定与战列舰队在喇叭礁附近等待事态的发展。至6月1日15:40，德夫林格号返抵威廉港锚地驻泊。
在战斗过程中，德夫林格号17次被大口径炮击中、9次被副炮命中。它在船坞的维修工作一直持续10月15日。德夫林格号共从主炮中发射了385枚炮弹，从副炮中发射235发炮弹，此外还射出一枚鱼雷。其船员中共有157人阵亡；另有26人负伤；这是所有在战斗期间未沉没的舰只中的最高伤亡率。由于德夫林格号在日德兰的顽强抵抗，英国人为它取了“铁狗（Iron Dog）”的绰号。

### 后续行动

德夫林格号俯视图

在1917年11月的第二次黑尔戈兰海战期间，德夫林格号曾奉命出港对第二侦察集群的小巡洋舰提供协助并参与反扫荡行动，但当它和其它战列巡洋舰抵达现场时，英国袭击者已向北逃逸。
同年末，公海舰队开始在英国至挪威间的北海海域展开反护航袭击。1917年10月和12月，两支前往挪威的英国护航船队遭到德国巡洋舰和驱逐舰的拦截及摧毁，促使已升任大舰队总司令的贝蒂分离了几艘战列舰和战列巡洋舰来保护船队。这给了舍尔于整个战争期间都在等待的机会：孤立并消灭一部分大舰队的机会。在1918年4月23日05:00，公海舰队离开港口，意图拦截一支由重兵护航的船队。其无线电通讯量被控制在最低限度，以防英国人了解这项行动。至14:10，由于尚未找到护航船队，舍尔遂将公海舰队调回德国海域。

### 结局
德夫林格号本应在第一次世界大战结束前不久参加最终舰队行动。公海舰队的大部将从它们的威廉港基地出发与英国大舰队进行决战；舍尔作为此时海軍戰爭指揮部的总参谋长，意图不惜一切代价重创英国海军，以便为德国争取更好的谈判地位。然而，许多厌战的水兵认为此次行动会破坏和平进程并延长战争。当公海舰队在威廉港集结时，水兵们开始大规模出逃。在德夫林格号和冯·德·坦恩号行经分隔威廉港内港和锚区的水闸期间，两艘舰共有大约300名船员翻过舷侧并消失在岸上。

准备前往斯卡帕湾的德夫林格号

1918年10月29日上午，将于次日从威廉港启航的命令正式下达。从10月29日夜晚开始，几艘战列舰的船员相继发动叛变；来自第三战列分舰队的三艘舰拒绝起锚，并在图林根号和黑尔戈兰号舰上展开了破坏行动。面对公开的叛乱，行动命令最终被迫取消。至11月初，德国革命爆发，它推翻了君主制，并促成了停战协定的签署。
在德国投降之后，协约国要求将公海舰队大部扣押至斯卡帕湾的英国海军基地。1918年11月21日，在海军少将路德维希·冯·罗伊特的率领下，这些舰只最后一次从它们的德国基地起航。舰队先与英国轻巡洋舰加的夫号会合，再由后者引领至协约国舰队，以护送德国人前往斯卡帕湾。这支大规模的联队是由由370艘英国、美国和法国军舰所共同组成。当舰只被正式扣押后，它们的舰炮便会因拆除炮闩而失效。

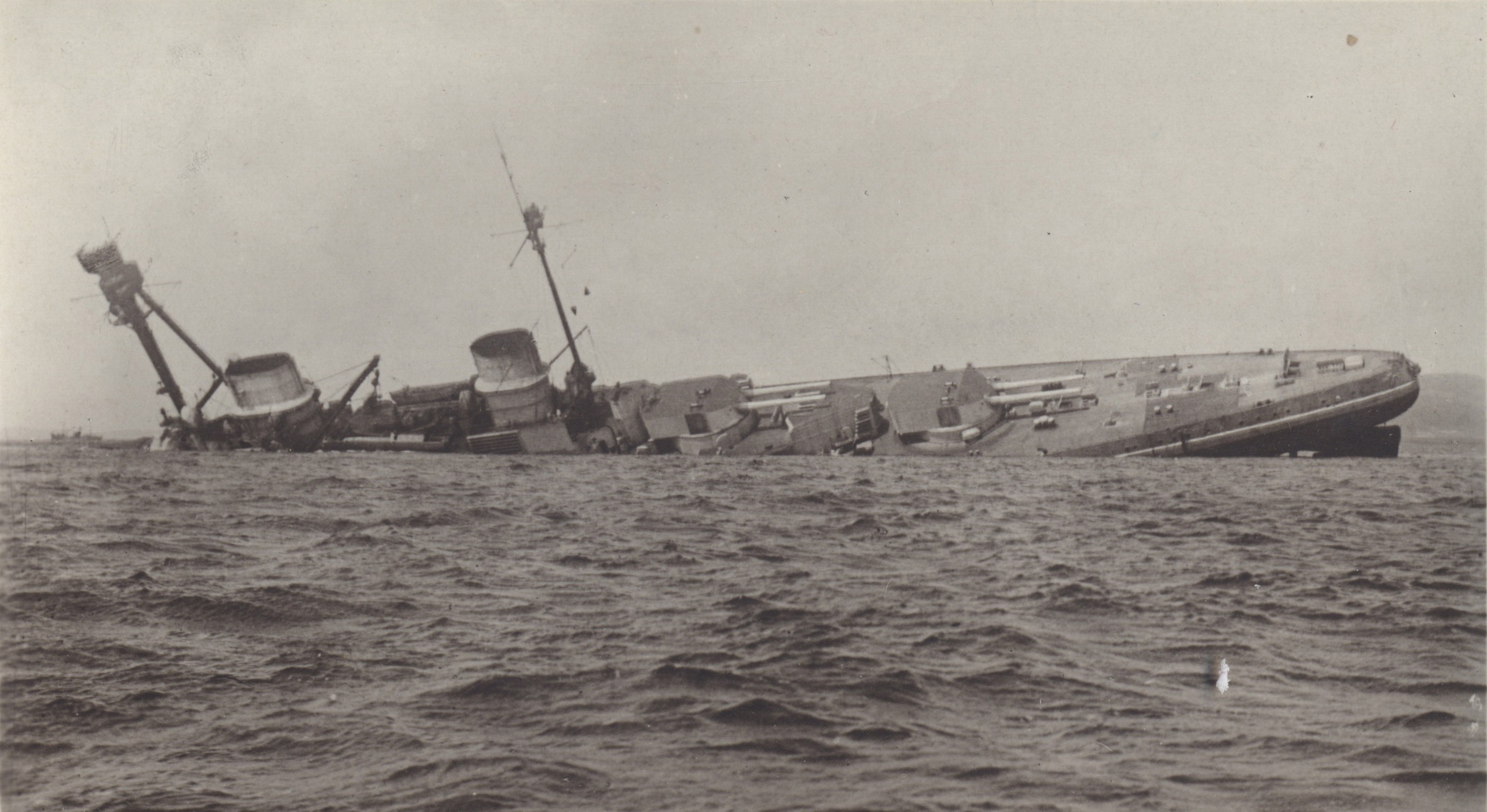
德夫林格号滑入浪底

在落实《凡尔赛条约》的谈判过程中，舰队仍然维持扣押状态。罗伊特推断英国方面将于1919年6月21日，即谈判到期而无法达成协议的情况下会强占德国军舰，却不知截止日期已被延长至6月23日。为了防止这种情况，他决定率先凿沉己方舰只。6月21日上午，英国舰队离开斯卡帕湾进行训练演习；罗伊特于11:20向全体德国军舰下达了自沉命令。德夫林格号于14:45沉没。舰只于1939年被打捞出水，并维持倾覆状态锚定在小里萨岛附近直至1946年。随后，德夫林格号被送往法斯莱恩港，并于1948年拆解报废。其舰钟则于1965年8月30日交还德国联邦海军。